# Attus olivascens
Attus olivascens är en spindelart som beskrevs av Władysław Taczanowski 1871 [1872. Attus olivascens ingår i släktet Attus och familjen hoppspindlar. Inga underarter finns listade.